# Телефонный план нумерации России
Телефонный план нумерации России — диапазоны телефонных номеров, выделяемых различным пользователям телефонной сети общего пользования в России, специальные номера различных служб и другие особенности набора для совершения телефонных вызовов.
В России применяется комбинированный план нумерации. В большинстве регионов для совершения вызовов и идентификации абонентов используется открытый план нумерации (т. е. без указания регионального кода), номера пятизначные, шестизначные и семизначные. В то же время в некоторых регионах, например, в Москве и Московской области, применяется закрытый план нумерации,с десятизначными номерами абонентов (вместе с кодом города). Для осуществления дальней связи (междугородней и международной), вызовов пользователей передвижной (мобильной) связи перед полным номером абонента указывается цифра 8 и десятизначный номер. Также существуют общероссийские внутренние бесплатные номера с префиксом 8800.
Все номера пользователей телефонной сети России в международном формате имеют общее начало — +7, называемое префиксом или телефонным кодом страны. 
В тел. сети общего пользования России применяются десятизначные номера с тем же префиксом, что в Казахстане. Между ними разделён международный код +7. Разница состоит только в следующих значащих цифрах префикса.
В 2009 году Россия выделила из своего пула номеров региональные коды частично признанным государствам — Республике Абхазия, Южной Осетии. Несмотря на сохранение общего национального кода, дозвон между этими странами осуществляется по правилам выхода на международную телефонную связь. Региональнальные коды также были выделены оккупированным территориям Украины и образованиям на них, аннексия которых в ходе Российско-украинской войны в 2014 и 2022 годах не была признана большей частью международного сообщества — Республике Крым, городу Севастополю, Луганской Народной Республике, Донецкой Народной Республике, Херсонской области и Запорожской области. Данные субъекты выделены в таблице бежевым цветом.

## История
Код +7 использовался для телефонного плана нумерации СССР. Все бывшие республики, после его распада, за исключением России и Казахстана, перешли на новые коды стран.
Абхазия и Южная Осетия, после войны 2008 года в Грузии, получили телефонные коды из российского пула: +7 (840) (стационарная связь) и +7 (940) — мобильная связь для Абхазии, +7 (850) — стационарная связь, и +7 (929) и +7 (998) — мобильная связь для Южной Осетии.
Крым, после аннексии, также получил российские телефонные коды: +7 (869) — стационарная связь на территории (Севастополя), +7 (365) — стационарная связь на территории (Республики Крым) и +7 (978) и +7 (979) — мобильная связь в Крыму.
Минкомсвязи с 2006 года планировало отказаться от открытого плана к 2009 году. Но с тех пор закрытый план нумерации существует только в Москве и её ближних пригородах (коды: 495, 498 и 499). На 2019 год Россия использует трёхуровневый открытый план нумерации.
Национальные номера абонентов (то есть без префиксов, таких как международный +7 или национальный 8) состоят из 10 цифр, в которые входят зоновый код (3 цифры) и номер абонента (7 цифр).
25 апреля 2017 года Минкомсвязи издало новый приказ, вновь сдвинувший сроки принятия закрытого плана нумерации в России. Во время первого этапа (до 2020 года) планировался переход на новые префиксы — «0» вместо «8» для совершения междугородных звонков и «00» вместо «8~10» для совершения международных. Но это не было реализовано (на начало 2024 года). Переход на использование закрытого плана нумерации при установлении местного телефонного соединения планируется до 2025 года.
Донецкая Народная Республика и Луганская Народная Республика после аннексии Россией также получили её телефонные коды: +7 (856) — стационарная связь на территории Донецкой Народной Республики, +7 (857) — стационарная связь на территории Луганской Народной Республики, +7 (949) — мобильная связь на территории Донецкой Народной Республики и +7 (959) — мобильная связь на территории Луганской Народной Республики.
ООО «МКС» (Мобильные коммуникационные системы), ООО «К-телеком» и ООО «Миранда-медиа» — республиканские операторы связи на территории Луганской Народной Республики. Телефонный код — +7 (959).
ГУП ДНР «РОС», ООО «Миранда-медиа» и ООО «К-телеком» — республиканские операторы связи на территории Донецкой Народной Республики. Также с 2022 года предоставляют услуги связи на оккупированных территориях Запорожской и Херсонской областей. Телефонный код — +7 (949).
ООО «К-телеком» — оператор связи на территории Запорожской области и Херсонской области. Телефонный код — +7 (990).
ООО «МирТелеком» — оператор связи на территории Запорожской области и Херсонской области. Летом 2022 года заработал в Харьковской области, через месяц прекратил обслуживание региона. Телефонный код — +7 (9901).

## Междугородные и международные префиксы
Международный код — «8~10». Абонент набирает «8», ждёт гудка, затем набирает сам номер, начинающийся на «10» — оператор международной связи по умолчанию. Код выхода на междугородную связь — «8». Впрочем, на современных цифровых АТС можно не ждать гудка, а сразу набирать номер, начинающийся на 810. Согласно действующему приказу, коды должны были быть изменены на «00» и «0» соответственно до 2020 года, однако это требование было исполнено только на территории присоединённого в 2014 году Крыма, где эти префиксы были унаследованы от телефонного плана нумерации Украины.

## Совершение междугородных и международных вызовов
| Оператор  | Междугородный код | Международный код |
| --------- | ----------------- | ----------------- |
| РТ        | 55                | 10                |
| MTT       | 53                | 58                |
| TTK       | 52                | 57                |
| Orange    | 54                | 59                |
| Arctel    | 21                | 26                |
| МегаФон   | 15                |                   |
| МТС       | 23                | 28                |
| ВымпелКом | 51                | 56                |
| Мотив     | 17                |                   |

Для выбора оператора сети междугородной или международной телефонной связи (в режиме Hot-Choice) следует набрать «8», дождаться гудка, ввести код оператора, а затем набрать номер. С 2006 года услуги международной и междугородной связи оказывают следующие операторы:
- Ростелеком (РТ)
- Межрегиональный ТранзитТелеком (МТТ)
- Компания ТрансТелеКом (ТТК)
- Orange
- Арктел (компания прекратила существование в 2014 году)
- МегаФон
- МТС
- ВымпелКом
- Мотив[6]

## Правила набора
Ожидание гудка после «8» требовалось только на старых аналоговых (с импульсным режимом набора) АТС. На новых цифровых АТС ожидание не требуется.

### Звонки внутри города или зоны кода
(xx) x-xx-xx (за исключением Москвы, см. ниже).
Например:
- 5-67, 45-67 (некоторые малые посёлки, набор внутри посёлка), внутри зоны кода имеет вид 3-45-67
- 3-45-67 (для пятизначных кодов)
- 23-45-67 (для четырёхзначных кодов)
- 123-45-67 (для трёхзначных кодов)

Местные номера могут состоять из 5, 6 или 7 цифр.
Москва имеет два кода: 495 и 499, — поэтому здесь введён закрытый план нумерации.
- При звонке в зону 499 из любой зоны: 8 499 xxx-xx-xx
- При звонке в зону 495 из любой зоны: 8 495 xxx-xx-xx

Звонки между этими двумя кодами не тарифицируются по ценам дальней связи.
При этом в Москве остаются населённые пункты, АТС которых продолжают использовать открытый план нумерации. Например, в поселении Новофёдоровское Троицкого административного округа абоненты АТС «Кузнецово» могут звонить друг другу как по номерам вида 8 495 842-xx-xx, так и по коротким шестизначным номерам вида 42-xx-xx.

### Звонки между городами и регионами
Оператор дальней связи по умолчанию: 8 АВС ххх-хх-хх (где АВС — код зоны)
- Например: 8 812 234-5678 (в С.-Петербурге).

Предварительный выбор оператора: 8~КО АВС ххх-хх-хх (где КО — код оператора, АВС — код зоны. Между «8» и кодом оператора необходимо дождаться гудка, за исключением цифровых АТС)
- Например: 8 ~ 53 812 234-5678 (в С.-Петербурге через МТТ).

### Международные звонки из России
Оператор по умолчанию: 8~10-международный номер. Например:
- 8 ~ 10 44 20 7946-0123 (в Лондон)

Предварительный выбор оператора: 8~КО-международный номер. Например:
- 8 ~ 58 44 20 7946-0123 (в Лондон через МТТ)

## Телефонные коды после 2005 года

### Изменения в географических кодах ABC
С 1 декабря 2005 года в России изменены все междугородные коды, начинающиеся с 0: первая цифра кода 0 заменена на 4. Так, например, код города Москвы изменён с 095 на 495.
В таблице приведён полный список кодов, которых коснулась данная замена. В Калининградской области старый код 011 заменён на новый код 401.
До 31 января 2006 года действовали оба кода — старый и новый. После выключения старых кодов некоторое время работал автоответчик, информировавший о смене кода. Некоторые операторы сотовой связи в течение переходного периода разрешали приём SMS на «прямые» номера как со старым, так и с новым кодом.
| Старый код | Новый код | Регион |
| ---------- | --------- | --- |
| 011        | 401       | Калининградская область |
| 071        | 471       | Курская область |
| 072        | 472       | Белгородская область |
| 073        | 473       | Воронежская область |
| 074        | 474       | Липецкая область |
| 075        | 475       | Тамбовская область |
| 081        | 481       | Смоленская область |
| 082        | 482       | Тверская область |
| 083        | 483       | Брянская область |
| 084        | 484       | Калужская область |
| 085        | 485       | Ярославская область |
| 086        | 486       | Орловская область |
| 087        | 487       | Тульская область |
| 091        | 491       | Рязанская область |
| 092        | 492       | Владимирская область |
| 093        | 493       | Ивановская область |
| 094        | 494       | Костромская область |
| 095        | 495, 499  | Москва, часть ближних пригородов в Московской области                                                                           |
| 096        | 496, 498  | Московская область, некоторые номера в Новомосковском административном округе Москвы, унаследованные после расширения 2012 года |
| 097        | 997       | «АСВТ» (сеть «Искра-2» Московского региона)                                                                                     |

### Семизначные номера
До начала 2000-х годов лишь два города имели семизначную телефонную нумерацию — Москва и Санкт-Петербург. В последующий период другие города также ощутили потребность в расширении номерной ёмкости. Семизначные телефонные номера имеют:
- Москва (с 1 июля 1968)
- Санкт-Петербург (с 21 августа 1976)
- Сергиев Посад (с 1 марта 2003)
- Екатеринбург (с 28 февраля 2004)
- Краснодар (с 30 октября 2004)
- Ростов-на-Дону (с 28 ноября 2004)
- Челябинск (с 28 мая 2005)
- Новосибирск (co 2 июля 2005)
- Самара (со 2 июля 2005)
- Пермь (с 20 августа 2005)[11]
- Казань (с 17 сентября 2005)
- Уфа (с 25 ноября 2006)
- Орехово-Зуево (с 2006)
- Нижний Новгород (с 29 июля 2007)
- Красноярск (с 6 сентября 2008)
- Воронеж (со 2 февраля 2011)
- Владивосток (с 9 июля 2011)
- Сочи (с 21 апреля 2012)[12]
- Обнинск (с 20 августа 2014)[13]

Планируется переход:
- Астрахань
- Иркутск
- Калуга
- Рязань
- Смоленск
- Ставрополь
- Тюмень
- Хабаровск

## Первая цифра кода зоны нумерации
Местоположение первой цифры кода зоны определено буквой Z в шаблоне +7 Zxx ххх-хх-хх.
| Первая цифра кода | Использование |
| ----------------- | --- |
| 0                 | Не используется в кодах. Используется для обозначения первой цифры междугородного префикса Пн = 0 и международного префикса Пмн = 00 |
| 1                 | Не используется в кодах. Используется для обозначения первой цифры номера для выхода к заказным и информационно-справочным службам, организуемым операторами сетей фиксированной зоновой, междугородной и международной телефонной связи |
| 2                 | Общий резерв с Республикой Казахстан |
| 3                 | Коды ABC (географические коды) |
| 4                 | Коды ABC (географические коды) |
| 5                 | Резерв |
| 6                 | Используются для номеров в Казахстане |
| 7                 | Используется для номеров в Казахстане |
| 8                 | Коды ABC и коды доступа к услуге электросвязи (географические коды, бесплатные номера, платные номера (общее использование с Казахстаном))                                                                                               |
| 9                 | Коды DEF и коды доступа к услуге[какой?] электросвязи (негеографические коды) |

### Список географических кодов зоны
Местоположение географического кода зоны определено буквами ABC в шаблоне +7 ABC ххх-хх-хх.
| Регион                                                                     | Код           | Примечание                                            |
| -------------------------------------------------------------------------- | ------------- | ----------------------------------------------------- |
| Республика Адыгея (Адыгея)                                                 | 877           |                                                       |
| Республика Алтай                                                           | 388           |                                                       |
| Республика Башкортостан                                                    | 347           |                                                       |
| Республика Бурятия                                                         | 301           |                                                       |
| Республика Дагестан                                                        | 872           |                                                       |
| Донецкая Народная Республика (временно оккупированная территория Украины)  | 856           |                                                       |
| Республика Ингушетия                                                       | 873           |                                                       |
| Кабардино-Балкарская Республика                                            | 866           |                                                       |
| Республика Калмыкия                                                        | 847           |                                                       |
| Карачаево-Черкесская Республика                                            | 878           |                                                       |
| Республика Карелия                                                         | 814           |                                                       |
| Республика Коми                                                            | 821           |                                                       |
| Республика Крым                                                            | 365           |                                                       |
| Луганская Народная Республика (временно оккупированная территория Украины) | 857           |                                                       |
| Республика Марий Эл                                                        | 836           |                                                       |
| Республика Мордовия                                                        | 834           |                                                       |
| Республика Саха (Якутия)                                                   | 411           |                                                       |
| Республика Северная Осетия — Алания                                        | 867           |                                                       |
| Республика Татарстан (Татарстан)                                           | 843, 855      | 855 — Набережные Челны и восточные районы республики  |
| Республика Тыва                                                            | 394           |                                                       |
| Удмуртская Республика                                                      | 341           |                                                       |
| Республика Хакасия                                                         | 390           |                                                       |
| Чеченская Республика                                                       | 871           |                                                       |
| Чувашская Республика — Чувашия                                             | 835           |                                                       |
| Алтайский край                                                             | 385           |                                                       |
| Забайкальский край                                                         | 302           |                                                       |
| Камчатский край                                                            | 415           |                                                       |
| Краснодарский край                                                         | 861, 862      | 862 — Сочи                                            |
| Красноярский край                                                          | 391           |                                                       |
| Пермский край                                                              | 342           |                                                       |
| Приморский край                                                            | 423           |                                                       |
| Ставропольский край                                                        | 865, 879      | 879 — Кавказские Минеральные Воды                     |
| Хабаровский край                                                           | 421           |                                                       |
| Амурская область                                                           | 416           |                                                       |
| Архангельская область                                                      | 818           |                                                       |
| Астраханская область                                                       | 851           |                                                       |
| Белгородская область                                                       | 472           | До 2005 — 072                                         |
| Брянская область                                                           | 483           | До 2005 — 083                                         |
| Владимирская область                                                       | 492           | До 2005 — 092                                         |
| Волгоградская область                                                      | 844           |                                                       |
| Вологодская область                                                        | 817, 820      | 820 — Череповец и Череповецкий район                  |
| Воронежская область                                                        | 473           | До 2005 — 073                                         |
| Запорожская область (временно оккупированная территория Украины)           | 810           |                                                       |
| Ивановская область                                                         | 493           | До 2005 — 093                                         |
| Иркутская область                                                          | 395           |                                                       |
| Калининградская область                                                    | 401           | До 2005 — 011                                         |
| Калужская область                                                          | 484           | До 2005 — 084                                         |
| Кемеровская область — Кузбасс                                              | 384           |                                                       |
| Кировская область                                                          | 833           |                                                       |
| Костромская область                                                        | 494           | До 2005 — 094                                         |
| Курганская область                                                         | 352           |                                                       |
| Курская область                                                            | 471           | До 2005 — 071                                         |
| Ленинградская область                                                      | 813           |                                                       |
| Липецкая область                                                           | 474           | До 2005 — 074                                         |
| Магаданская область                                                        | 413           |                                                       |
| Московская область                                                         | 495, 496, 498 | До 2005 — 096. Коды 495 и 498 в ближайшем Подмосковье |
| Мурманская область                                                         | 815           |                                                       |
| Нижегородская область                                                      | 831           |                                                       |
| Новгородская область                                                       | 816           |                                                       |
| Новосибирская область                                                      | 383           |                                                       |
| Омская область                                                             | 381           |                                                       |
| Оренбургская область                                                       | 353           |                                                       |
| Орловская область                                                          | 486           | До 2005 — 086                                         |
| Пензенская область                                                         | 841           |                                                       |
| Псковская область                                                          | 811           |                                                       |
| Ростовская область                                                         | 863           |                                                       |
| Рязанская область                                                          | 491           | До 2005 — 091                                         |
| Самарская область                                                          | 846, 848      | 848 — Тольятти, Жигулёвск и Ставропольский район      |
| Саратовская область                                                        | 845           |                                                       |
| Сахалинская область                                                        | 424           |                                                       |
| Свердловская область                                                       | 343           |                                                       |
| Смоленская область                                                         | 481           | До 2005 — 081                                         |
| Тамбовская область                                                         | 475           | До 2005 — 075                                         |
| Тверская область                                                           | 482           | До 2005 — 082                                         |
| Томская область                                                            | 382           |                                                       |
| Тульская область                                                           | 487           | До 2005 — 087                                         |
| Тюменская область                                                          | 345           |                                                       |
| Ульяновская область                                                        | 842           |                                                       |
| Херсонская область (временно оккупированная территория Украины)            | 860           | До 1995 — 055, до 2022 — +380 55                      |
| Челябинская область                                                        | 351           |                                                       |
| Ярославская область                                                        | 485           | До 2005 — 085                                         |
| Москва                                                                     | 495, 499      | До 2005 — 095                                         |
| Санкт-Петербург                                                            | 812           |                                                       |
| Севастополь                                                                | 869           |                                                       |
| Еврейская автономная область                                               | 426           |                                                       |
| Ненецкий автономный округ                                                  | 818           |                                                       |
| Ханты-Мансийский автономный округ — Югра                                   | 346           |                                                       |
| Чукотский автономный округ                                                 | 427           |                                                       |
| Ямало-Ненецкий автономный округ                                            | 349           |                                                       |

## Негеографические коды зоны (кодыDEF)
Местоположение негеографического кода зоны определено буквами DEF в шаблоне +7 DEF ххх-хх-хх.

### Коды доступа к услуге электросвязи
| Код     | Назначение                                    |
| ------- | --------------------------------------------- |
| 800     | Бесплатные вызовы                             |
| 801     | Вызов с автоматической альтернативной оплатой |
| 802     | Вызов по кредитной карте                      |
| 803     | Телеголосование                               |
| 804     | Универсальный номер доступа                   |
| 805     | Вызов по предоплаченной карте                 |
| 806     | Вызов по расчётной карте                      |
| 807     | Виртуальная частная сеть                      |
| 808     | Универсальная персональная сеть               |
| 809     | Услуга за дополнительную оплату               |
| 881–899 | Резерв                                        |
| 970     | Доступ к услугам связи по передаче данных     |
| 971     | Доступ к телематическим услугам связи         |

### Нумерация в негеографических кодахDEF
28 марта 2005 года вступили в действие новые Правила присоединения сетей электросвязи и их взаимодействия. Одним из требований правил стала необходимость операторам подвижной связи использовать нумерацию в негеографических кодах (DEF). Таким образом, все операторы, обслуживавшие мобильные телефоны с номерами в географических кодах (так называемые «прямые» номера), вынуждены были перевести их в негеографические коды (9xx). Например, московские номера МТС были переведены из кода 495 в код 985, а МегаФона — из кода 495 в 925. Прямые городские номера остались в качестве средства переадресации на основные номера с кодами типа DEF. Переход в основном затронул Москву и Санкт-Петербург, где существовала практика чистых прямых номеров, никогда не имевших негеографического синонима. Также воронежский «Кодотел» (ныне часть Теле2) заменил код 473 на федеральный 952.

### Мобильные коды
Мобильные операторы имеют коды в зоне 9хх. Группа «МегаФон» имеет коды 92х и 93х, МТС — 91x и 98x. Кроме того, третья цифра у МегаФона и МТС в большинстве регионов совпадает: 911 и 921 на Северо-Западе, 916 и 926 в Москве и так далее.
Билайн имеет менее чёткую структуру выделенных ему кодов. Изначально компания старалась воздерживаться от каких-либо изменений абонентских номеров. По этой причине диапазоны номеров с одним и тем же кодом DEF могут быть распределены по многим регионам. Тем не менее, ряд кодов выделен исключительно для Билайна. Например, операторы, имевшие номера в коде 903, по указанию министерства освободили их для Билайна, получив диапазоны в коде 902. Также за Билайном закреплены DEF-коды 96х.
Тем не менее, каждая из этих компаний имеет коды и вне этих диапазонов. К 2019 году почти все коды в зоне 9хх розданы разным операторам связи. Отдельные диапазоны номера в этих кодах выделены частично признанным республикам Абхазия и Южная Осетия (для Абхазии — код 940, часть номеров в коде 929 и код 998 — для Южной Осетии), однако в Южной Осетии по-прежнему не задействованы все предоставленные ей ресурсы российской нумерации. ДНР и ЛНР имеют коды 949 и 959 соответственно. Запорожская область — 990 0000000-1599999; Херсонская область — 990 1600000-2999999.

## Специальные номера (экстренные номера)
| Номер    | Служба                          | Старый номер (действует) |
| -------- | ------------------------------- | ------------------------ |
| 101      | Пожарная охрана                 | 01                       |
| 102      | Полиция                         | 02                       |
| 103      | Скорая помощь                   | 03                       |
| 104      | Аварийно-газовая служба         | 04                       |
| 109, 118 | Справочная служба               | 09                       |
| 112      | Общий номер экстренных служб    |                          |
| 115      | Госуслуги (только с мобильного) |                          |
| 117      | Министерства обороны            |                          |

В декабре 2014 года министр чрезвычайных ситуаций Владимир Пучков сказал, что единый номер «112» в 2014 году будет запущен в пилотном режиме, а к 2016 заработает полностью, однако по состоянию на 2016 год «112» доступен только с мобильных телефонов, полностью запущен в Санкт-Петербурге, Московской, Калужской, Тульской, Рязанской, Курской, Воронежской областях, Республике Татарстан и Хабаровском крае. Успешно прошли испытания в Калининградской, Астраханской, Новосибирской областях и Республике Коми. Другие регионы проходят стадию опытной эксплуатации или только проектируют систему. На 2020 год Единый номер вызова экстренных оперативных служб «112» работает в большинстве регионов России.

## Служба точного времени
Со времён СССР в Москве продолжает действовать по настоящее время нетарифицируемый номер телефона 100 службы точного времени.
В Ленинграде в СССР существовал нетарифицируемый номер телефона 08 службы точного времени. В 2000-х годах в Санкт-Петербурге индекс 08 расширили до 08х для использования разными организациями (так, номер 081 используется АТС Смольного), а номер службы точного времени был изменён на 060.
В разных городах действуют следующие короткие номера телефонов службы точного времени:
- Москва и область, Армавир, Воронеж, Екатеринбург, Нижневартовск, Старый Оскол, Чебоксары, Челябинск, Донецк[16] — 100
- Санкт-Петербург, Брянск, Калининград, Краснодар, Красноярск, Липецк, Мурманск, Нижний Новгород, Петрозаводск, Рязань, Самара, Саратов, Череповец — 060
- Иваново — 008
- Смоленск — 05
- Норильск — 000
- Тольятти — 0004

В других города служба точного времени использует обычный городской телефонный номер:
- Астрахань — 392525
- Волгоград — 301546
- Иркутск — 707070
- Новосибирск — 3630100
- Ростов-на-Дону — 2630630
- Ставрополь — 748888
- Элиста — 33232

Некоторые мобильные операторы предлагают платную услугу точного времени:
- Мегафон — *155# и *122#, стоимость услуги 9,99 рубля;
- Т2 — *199#, стоимость услуги 2,5 рубля.